# Арадори, Пьетро
Пьетро Арадори (итал. Pietro Aradori; род. 9 декабря 1988 года в Брешиа, Италия) — итальянский профессиональный баскетболист, игрок клуба «Фортитудо» (Болонья) и сборной Италии. Выступает на позициях атакующего защитника и лёгкого форварда.

## Карьера

### Клубная
Воспитанник клубов «Тим 75 Лограто», «Лумеццане» и «Казальпустерленго». Начал карьеру игрока в клубе «Казальпустерленго» в 2005 году. В 2010 году в составе «Бьелла» был признан лучшим молодым игроком чемпионата Италии. В этом же году перешёл в клуб «Сиена», где отыграл два сезона. В 2010 году пытался выставить свою кандидатуру на драфт НБА. С 2012 года выступает за другой итальянский клуб «Канту».

### Международная
С 2003 года Арадори выступает за сборные Италии различных возрастов. В 2007 году принимал участие в чемпионате Европы для молодёжных команд до 20 лет, на котором сборная завоевала серебряные медали. В 2009 году принял участие в Средиземноморских играх, где итальянцы были четвёртыми. В 2013 году принял участие в чемпионате Европы 2013 года в Словении.

## Достижения
- Победитель Лиги чемпионов ФИБА: 2018/2019
- Чемпион Италии (2): 2010/2011, 2011/2012
- Обладатель Кубка Италии (2): 2010/2011, 2011/2012
- Обладатель Суперкубка Италии (4): 2011, 2012, 2013, 2015